# Ultisol

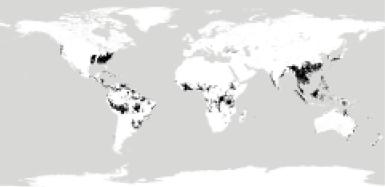
Gli Ultisol nel mondo.

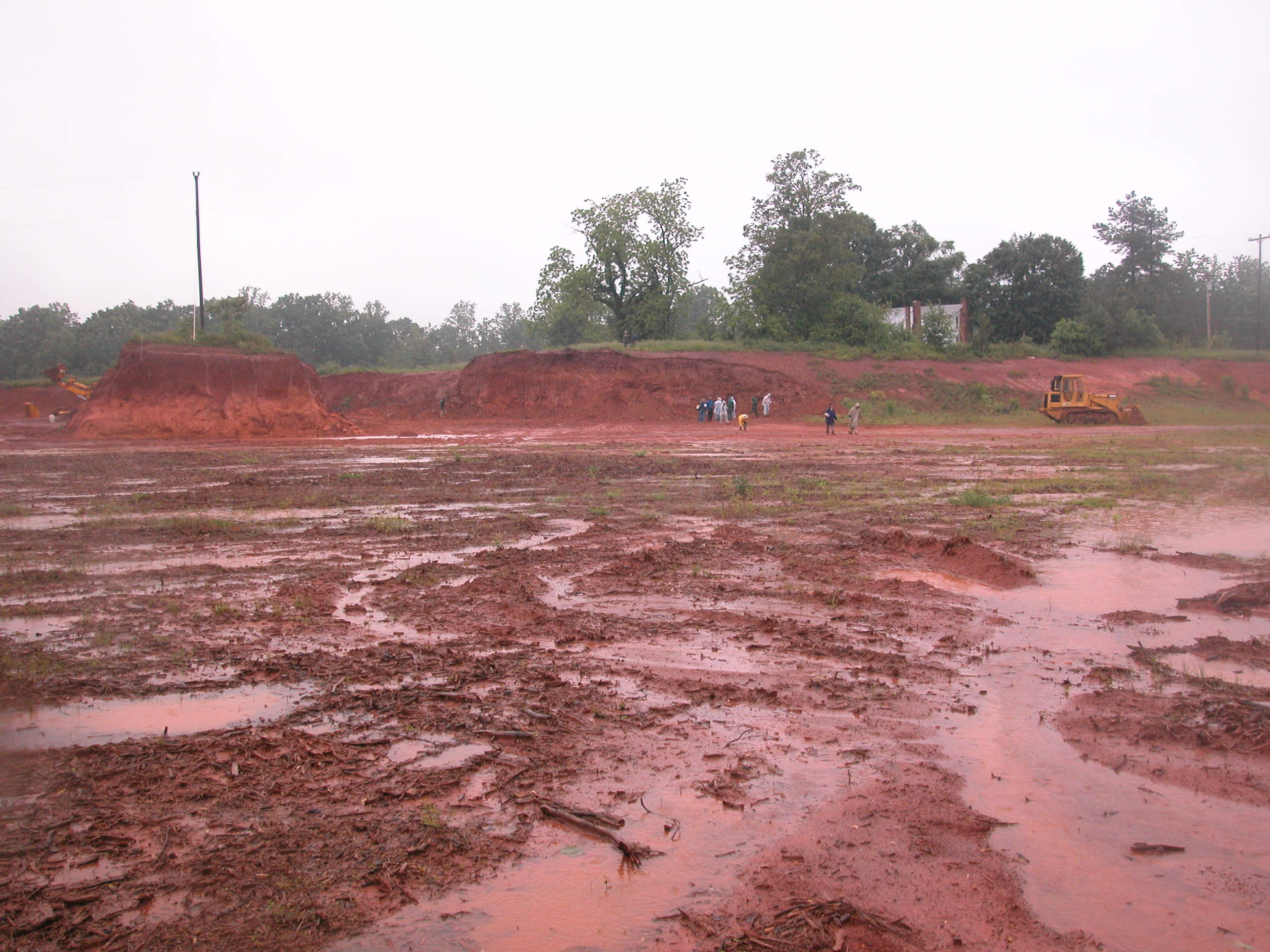
Ultisol con forte arrossamento in Carolina del Nord, Stati Uniti.

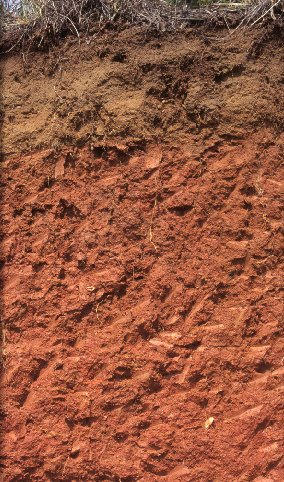
Un profilo tipico di un Ultisol.

L'ordine degli Ultisol, indicato con il suffisso ult, è uno dei dodici ordini della tassonomia del suolo secondo USDA, un sistema di classificazione dei suoli elaborato dal Dipartimento dell'Agricoltura degli Stati Uniti d'America.

## Caratteristiche
Questi suoli si possono considerare come un'evoluzione degli Alfisol: se questi ultimi manifestano infatti traslocazione di argilla e saturazione in basi relativamente alta, gli Ultisol sono contraddistinti sempre da traslocazione di minerali argillosi in un orizzonte di illuviazione, ma risultano piuttosto impoveriti in basi di scambio. Si osserva spesso la presenza di un orizzonte  diagnostico albico ben definito; questo aspetto li avvicina ai podzol,  tanto che la denominazione con cui erano conosciuti nella vecchia classificazione pedologica statunitense era red yellow podzolic soil. L'epipedon è spesso ochrico, anche se possono rilevarsene di altri. Frequentemente i suoli appartenenti a questo ordine hanno colorazioni che tendono a una tinta rossa, con variazioni dal rosso/bruno al rosso/giallastro; si rilevano tuttavia, in situazioni locali, anche ultisuoli con tinte più chiare, sul biancastro/grigio.
Questa situazione deriva da un processo pedogenetico similare a quello che ha portato alla formazione degli Alfisol (lisciviazione), ma protrattosi più a lungo. Tutti gli Ultisol presentano dunque un orizzonte diagnostico argillico o kandico. In alcune situazioni si ritrovano, ad esempio, degli ultisuoli nelle zone geomorfologicamente più stabili associati a degli alfisuoli sulle zone meno stabili; in altre situazioni, come negli Stati Uniti sudorientali, gli ultisuoli si mischiano con gli Spodosol; nelle regioni tropicali si trovano spesso associati a suoli dell'ordine degli Oxisol.
Dal momento che si trovano in regioni piuttosto piovose e tendenzialmente calde, gli ultisuoli sono spesso sfruttati per l'agricoltura. È però necessario un continuo ammendamento, per far fronte alla perdita di basi per lisciviazione; in alternativa, possono essere utilizzati per qualche anno, per essere successivamente abbandonati in attesa che si ricostituisca la fertilità naturale.

## Sottordini
L'ordine degli Ultisol si suddivide in cinque sottordini:
- Aquult: Ultisol interessati da condizioni aquiche:
- Humult: Ultisol con arricchimenti in carbonio organico;
- Udult: Ultisol con regime di umidità udico;
- Ustult: Ultisol con regime di umidità ustico;
- Xerult: Ultisol con regime di umidità xerico.

### Aquult

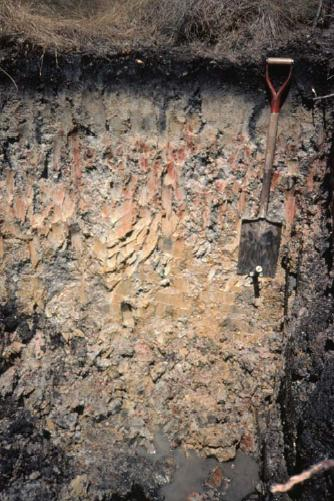
Typic Albaquult formatosi su sedimenti marini argillosi, Alabama, Stati Uniti.

Sono gli Ultisol idromorfi, in cui si ha la presenza di una falda oscillante che nella stagione umida arriva quasi alla superficie. Sono tipici di zone pianeggianti o depresse, e si estendono su vaste superfici negli Stati Uniti sudorientali.
Il sottordine viene suddiviso in nove grandi gruppi:
- Plinthaquult: Aquult con presenza di plintite, più caratteristici delle zone intertropicali.
- Fragiaquult: sono gli Aquult in cui si osserva uno strato a fragipan (più frequentemente al di sotto dell'orizzonte argillico o kandico) il cui limite superiore si trova a meno di un metro di profondità dalla superficie del suolo minerale. Questo orizzonte a fragipan può alle volte essere "mescolato" con della plintite.
- Albaquult: sono degli Aquult che hanno un orizzonte diagnostico albico e che manifestano un marcato incremento del contenuto di argilla a partire dal limite superiore dell'orizzonte diagnostico argillico o kandico.
- Kanhaplaquult: gli Aquult che presentano un orizzonte diagnostico kandico e un decremento abbastanza veloce del contenuto di argilla con la profondità, rispetto alla profondità a cui questo è più elevato.
- Kandiaquult: analoghi ai precedenti, con la differenza che il decremento del contenuto di argilla con la profondità è minore.
- Paleaquult: sono analoghi ai Kandiaquult, con la differenza che non hanno un orizzonte diagnostico kandico; si rinvengono su superfici geomorfologicamente stabili e sono generalmente molto vecchi, potendo risalire al medio Pleistocene.
- Umbraquult: gli Aquult con un epipedon mollico o umbrico; sono generalmente molto umidi e supportano vegetazione igrofila.
- Epiaquult: gli Aquult interessati da episaturazione.
- Endoaquult: gli Aquult soggetti a endosaturazione.

### Humult
Sono gli ultisuoli ben drenati in cui si osserva un arricchimento di carbonio organico; si ritrovano preferenzialmente in zone montagnose delle basse latitudini, molto umide ma in cui si abbiano anche periodi di deficit idrico; si ritrovano però anche in zone di media latitudine, in zone forestali. L'alto contenuto in carbonio organico produce spesso (anche se non sempre) colori scuri.
Vengono identificati sei grandi gruppi, alcuni dei quali non si rinvengono nel territorio degli Stati Uniti:
- Sombrihumult: Humult con un orizzonte diagnostico sombrico.
- Plinthohumult: Humult in cui si osserva plintite entro i 150 cm di profondità.
- Kanhaplohumult: gli Humult che presentano un orizzonte diagnostico kandico e un decremento abbastanza veloce del contenuto di argilla con la profondità; se ne ritrovano su ridotte estensioni in California e alle Hawaii.
- Kandihumult: analoghi ai precedenti, con la differenza che il decremento del contenuto di argilla con la profondità è minore.
- Palehumult: sono analoghi ai Kandihumult, con la differenza che non hanno un orizzonte diagnostico kandico; si rinvengono su superfici abbastanza vaste nelle zone temperate e calde, e supportano vegetazione prevalentemente forestale.
- Haplohumult: gli ortotipi, privi delle caratteristiche distintive degli altri grandi gruppi.

### Udult

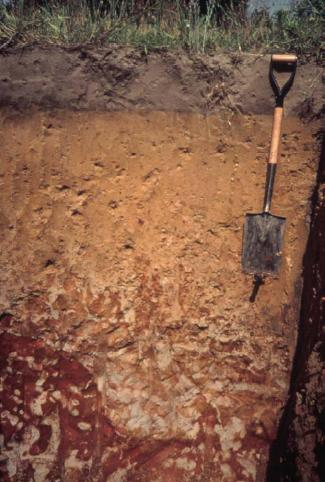
Plinthic Kandiudult con plintite, Alabama, Stati Uniti.

Sono gli Ultisol ben drenati caratterizzati da regime di umidità udico. Si sviluppano di conseguenza in regioni senza spiccata stagione secca, dove occupano estensioni di una certa rilevanza; molti di questi suoli presentano un epipedon piuttosto chiaro sovrastante un orizzonte diagnostico argillico o kandico sui toni del giallo-rossiccio. Parecchi di questi suoli sono acquisiti all'attività agricola, che ha modificato l'originaria vegetazione forestale.
Il sottordine degli Udult comprende sette grandi gruppi:
- Plinthudult: Udult in cui si osserva una plintite entro 1 metro e mezzo di profondità dalla superficie del suolo minerale.
- Fragiudult: Udult con orizzonti a fragipan.
- Kanhapludult: gli Udult che presentano un orizzonte diagnostico kandico e un decremento abbastanza veloce del contenuto di argilla con la profondità o, in alternativa, spessore complessivo minore di 150 cm.
- Kandiudult: analoghi ai precedenti, con la differenza che il decremento del contenuto di argilla con la profondità è minore; hanno inoltre spessori maggiori.
- Paleudult: sono analoghi ai Kandiudult, con la differenza che non hanno un orizzonte diagnostico kandico; si rinvengono su superfici stabili e antiche nelle zone umide temperate e calde, e supportano vegetazione prevalentemente forestale.
- Rhodudult: Ultisol in cui si osserva un epipedon di colore scuro soprastante a un orizzonte diagnostico argillico con colori sui toni del rosso scuro nella parte superiore.
- Hapludult: gli ortotipi: ben drenati, presentano un orizzonte diagnostico argillico e, generalmente, un epipedon ochrico non eccessivamente spesso. Non si osserva plintite o fragipan.

### Ustult
Gli Ustult sono gli Ultisol ben drenati caratterizzati da regime di umidità ustico (caratteristico di aree con inverni secchi ed estati piovose). Sono diffusi in zone tendenzialmente non umide, come ad esempio certe zone a clima monsonico; la vegetazione prevalente è data da savana o foresta. Alcuni dei grandi gruppi in cui si dividono questi suoli non sono conosciuti nel territorio degli Stati Uniti, e sono stati sviluppati unicamente per classificazione di suoli di altre parti del mondo.
Il sottordine si divide in sei grandi gruppi:
- Plinthustult: Ustult in cui si osserva una plintite (che occupa almeno metà del volume dell'orizzonte in cui viene rilevata) entro 1 metro e mezzo di profondità dalla superficie del suolo minerale.
- Rhodustult: Ustult in cui si osserva un epipedon di colore scuro soprastante a un orizzonte diagnostico argillico con colori sui toni del rosso, derivanti da accumulo di ossidi di ferro.
- Haplustult: gli ortotipi, che rappresentano le caratteristiche distintive di questo grande gruppo: presentano un orizzonte diagnostico argillico, ma senza arrossamenti del profilo o plintiti nelle parti più superficiali del profilo.
- Kanhaplustult: Ustult con presenza di un orizzonte diagnostico kandico, ricco di argille a bassa CSC con decremento del contenuto di queste ultime piuttosto rapido con la profondità.
- Kandiustult: Ustult con presenza di un orizzonte diagnostico kandico, ricco di argille a bassa CSC. Si differenziano dai suoli appartenenti al grande gruppo precedente per la più uniforme distribuzione del contenuto di argilla all'interno dell'orizzonte kandico.
- Paleustult: sono gli Ustult che hanno subito un lungo processo di pedogenesi: hanno un orizzonte argillico generalmente piuttosto spesso e non hanno plintite negli orizzonti superficiali (entri i primi 150 cm), anche se possono esserci zone a plintite più in profondità.

### Xerult
Gli Xerult sono gli Ultisol delle regioni a clima mediterraneo, caratterizzate da un regime precipitativo con massimo invernale e minimo estivo con siccità (regime di umidità xerico); questo tipo di suoli si sviluppa in aree con un buon drenaggio ed è caratterizzato frequentemente da un orizzonte argillico di colorazione rossiccia o marrone-rossiccia. Gli Xerult si estendono nelle zone mediterranee di Europa, Asia e Nordafrica, oltre che in parte degli Stati Uniti sudoccidentali, specialmente nelle zone montuose della facciata pacifica. Altre zone con presenza di Xerult sono le zone a clima mediterraneo dell'Australia sudoccidentale e la costa occidentale del Sudafrica.
Nella versione del 1999, tassonomia del suolo secondo USDA distingue solo due grandi gruppi:
- Haploxerult: gli ortotipi, che rispecchiano più tipicamente le caratteristiche del sottordine degli Xerult.
- Palexerult: Xerult molto profondi, con pedogenesi molto lunga, caratterizzati da profondità dell'orizzonte argillico o kandico superiore a 150 cm.